# Josimar Ayarza
Josimar Abdiel Ayarza Tous (Panama, 3 maggio 1987) è un cestista panamense.

## Carriera
Con Panama ha disputato quattro edizioni dei Campionati americani (2011, 2015, 2017, 2022).